# Sunrise Sessions
Sunrise Sessions — одинадцятий студійний альбом американського реп-рок гурту Kottonmouth Kings, виданий лейблом Subnoize Records 19 липня 2011 р. На стандартній обкладинці можна побачити напис 4:20 am (420 — термін, що використовується в північноамериканській наркотичній субкультурі для позначення популярного часу куріння марихуани). Виконавчі продюсери: Daddy X, Кевін Зінґер.
За словами колективу, реліз має звучання відмінне від попередніх робіт (реґі, дабстеп, блуґрас). Гурт записав більше 60 пісень; кілька бі-сайдів стали бонус-треками на спеціальних виданнях релізу, інші потрапили до компіляції Hidden Stash 5: Bong Loads & B-Sides (2011).

## Список пісень
CD-версія
| Стандартне видання | Стандартне видання                          | Стандартне видання |
| #                  | Назва                                       | Тривалість         |
| ------------------ | ------------------------------------------- | ------------------ |
| 1.                 | «Stonetown»                                 | 4:37               |
| 2.                 | «Love Lost»                                 | 5:34               |
| 3.                 | «Down 4 Life» (з участю Jared з (hed) p.e.) | 4:45               |
| 4.                 | «Kalifornia»                                | 4:52               |
| 5.                 | «My Garden»                                 | 4:59               |
| 6.                 | «Boom Clap Sound»                           | 4:58               |
| 7.                 | «Back Home»                                 | 5:00               |
| 8.                 | «She's Dangerous»                           | 4:55               |
| 9.                 | «Ganja Daze»                                | 4:55               |
| 10.                | «Stay Stoned»                               | 3:03               |
| 11.                | «Stoned Silly»                              | 4:25               |
| 12.                | «Closing Time»                              | 4:54               |
| 13.                | «Cruzin»                                    | 3:33               |
| 14.                | «Great to Be Alive»                         | 4:22               |
| 15.                | «Be Alright»                                | 4:20               |
| 16.                | «Said and Done»                             | 5:47               |

| Бонус-диск (видання для Best Buy) | Бонус-диск (видання для Best Buy) | Бонус-диск (видання для Best Buy) |
| #                                 | Назва                             | Тривалість                        |
| --------------------------------- | --------------------------------- | --------------------------------- |
| 1.                                | «Back in Cali»                    | 4:31                              |
| 2.                                | «Life for Me»                     | 5:26                              |
| 3.                                | «Our Time»                        | 4:14                              |
| 4.                                | «I Don't Wanna Run»               | 3:38                              |
| 5.                                | «My Vibrations»                   | 3:54                              |

| Бонус-диск (видання з офіційної інтернет-крамниці Kottonmouth Kings) | Бонус-диск (видання з офіційної інтернет-крамниці Kottonmouth Kings) | Бонус-диск (видання з офіційної інтернет-крамниці Kottonmouth Kings) |
| #                                                                    | Назва                                                                | Тривалість                                                           |
| -------------------------------------------------------------------- | -------------------------------------------------------------------- | -------------------------------------------------------------------- |
| 1.                                                                   | «Defy Gravity»                                                       |                                                                      |
| 2.                                                                   | «Rise Above»                                                         |                                                                      |
| 3.                                                                   | «Summertime»                                                         |                                                                      |
| 4.                                                                   | «New World Stoners»                                                  |                                                                      |
| 5.                                                                   | «Soon Come»                                                          |                                                                      |

| Бонус-треки | Бонус-треки                                              | Бонус-треки |
| #           | Назва                                                    | Тривалість  |
| ----------- | -------------------------------------------------------- | ----------- |
| 17.         | «Stay Stoned (extended mix)» (із цифрового видання)      | 10:17       |
| 18.         | «Live, Love, Laugh (All I Wanna Do)» (з видання для FYE) |             |
| 19.         | «Legalize It» (з видання для Гастінґса)                  |             |

Обмежене видання на вінилі
| Sunrise Session (Сторона А) | Sunrise Session (Сторона А) | Sunrise Session (Сторона А) |
| #                           | Назва                       | Тривалість                  |
| --------------------------- | --------------------------- | --------------------------- |
| 1.                          | «My Garden»                 |                             |
| 2.                          | «Love Lost»                 |                             |
| 3.                          | «Kalifornia»                |                             |
| 4.                          | «Back Home»                 |                             |
| 5.                          | «Ganja Daze»                |                             |

| Sunset Session (Сторона Б) | Sunset Session (Сторона Б) | Sunset Session (Сторона Б) |
| #                          | Назва                      | Тривалість                 |
| -------------------------- | -------------------------- | -------------------------- |
| 1.                         | «Boom Clap Sound»          |                            |
| 2.                         | «Stoned Silly»             |                            |
| 3.                         | «Cruzin»                   |                            |
| 4.                         | «Be Alright»               |                            |
| 5.                         | «Closing Time»             |                            |

## Учасники
- Майк Кумаґай, Патрік Шевелін — зведення
- Том Бейкер — мастеринг
- Джим Перкінс — бек-вокал («My Garden», «Be Alright», «Cruzin», «Our Time», «I Don't Wanna Run», «All I Wanna Do»)
- Річ Маррелл — гітара («My Vibrations», «Stay Stoned»)
- Ґреґ «Gnote» Рассел — гітара («Summertime», «Kalifornia»)
- Дірк Фреймут — гітара («My Garden», «Ganja Daze», «Great to be Alive», «Life for Me», «Closing Time»)
- Смоукін Скотті Дред — гітара («She's Dangerous», «Back in Cali»)
- Алекс Алессандроні — орган, клавішні («My Garden», «Be Alright», «Kalifornia», «Summertime», «Our Time», «Stay Stoned», «My Vibrations»)
- Біджей «Pimp Daddy» Сміт — бек-вокал («My Garden», «Boom Clap Sound», «Stoned Silly», «Closing Time», «Be Alright»)
- Крістал Франдсен — бек-вокал («Stonetown», «Love Lost», «Ganja Daze», «Stay Stoned»)
- Judge D — вокал («Summertime», «Kalifornia»)

## Чартові позиції
| Чарт (2010)           | Найвища позиція |
| --------------------- | --------------- |
| US Independent Albums | 7               |
| US Rap Albums         | 8               |